# Pagamea duckei
Pagamea duckei är en måreväxtart som beskrevs av Paul Carpenter Standley. Pagamea duckei ingår i släktet Pagamea och familjen måreväxter. Inga underarter finns listade i Catalogue of Life.